# Пир (Ксенофонт)

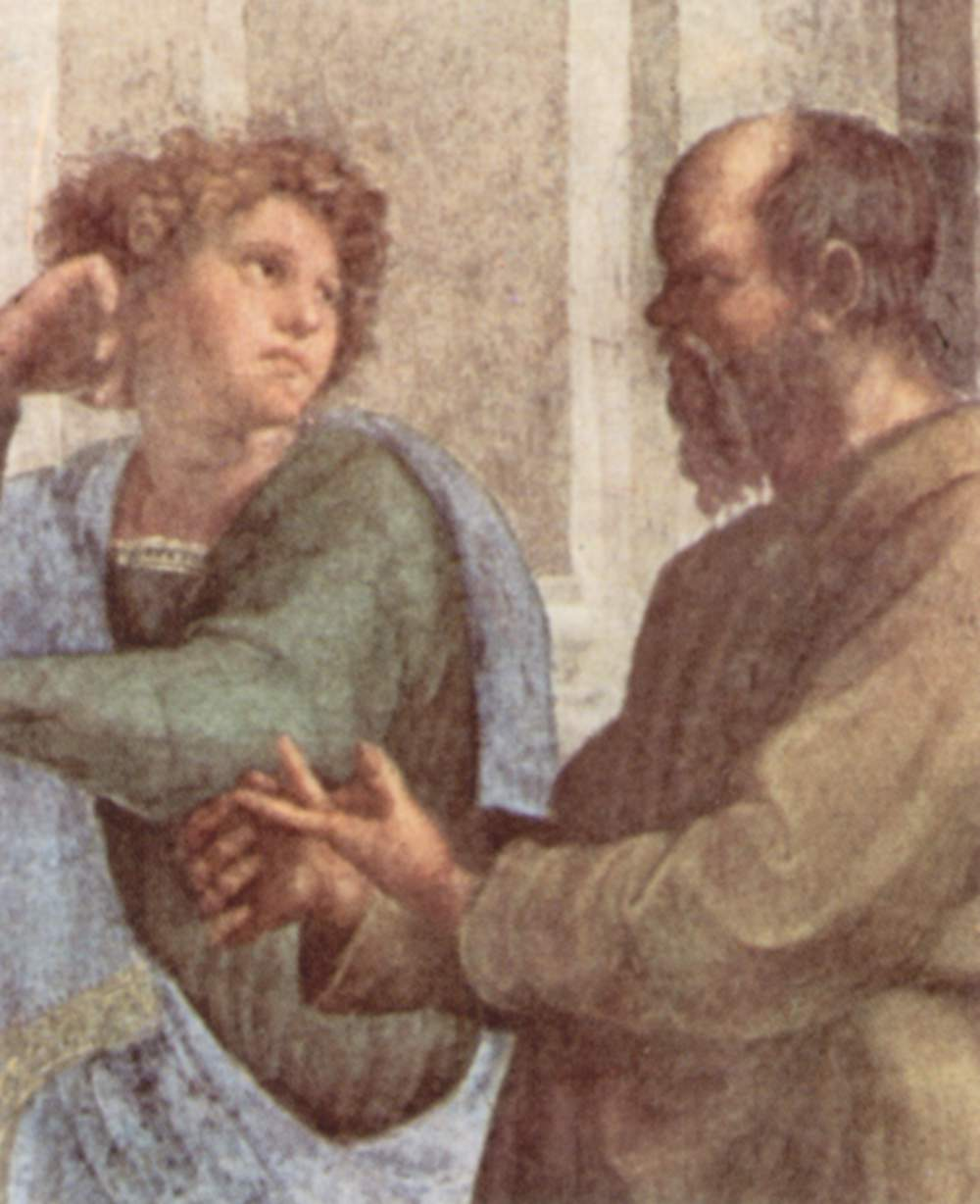
Сократ и молодой Ксенофонт (деталь фрески Рафаэля «Афинская школа» в Ватикане)

«Пир», «Симпосий» (др.-греч. Συμπόσιον) — произведение древнегреческого писателя и историка афинского происхождения, полководца и политического деятеля Ксенофонта. Описывает обед, устроенный одним из богатейших людей Древней Греции Каллием по случаю победы Автолика в гимнастическом состязании на празднике Великих Панафиней 422 года до н. э.
На этом пире присутствовали Сократ, его друзья и знакомые, в том числе и сам Ксенофонт. Сократ нашёл, что для гостей полезнее проводить время в беседах, чем в развлечениях. И вот каждый из гостей рассказывает, чем он более всего гордится. Наиболее важную роль этого сочинения представляют речи Сократа.
Является важным источником жизнеописания Сократа.

## Цель написания
Сам автор говорит в начале произведения, что он желает предать памяти потомства дела добродетельных людей даже во время их забав. Для этого он описывает пир, устроенный богачом Каллием.
«Пир» противополагается «Воспоминаниям о Сократе» и дополняет их в том отношении, что в «Воспоминаниях» Ксенофонт воспроизводит серьёзные беседы Сократа, в «Пире» — шутливые.

## Действующие лица
Действующие лица в «Пире»: Сократ, Каллий, Никерат, Автолик, Ликон, Антисфен, Хармид, Критобул, Гермоген, Филипп, сиракузянин и Ксенофонт.
- Сократ
- Каллий — один из членов знатного афинского рода, после смерти отца наследовал огромное (по тем временам) состояние, так что считался самым богатым человеком во всей Греции. В описываемое Ксенофонтом время (422 год до н. э.) ему было более 30 лет. В это время он не имел никаких личных заслуг, а был известен только своим богатством. Сократ упоминает лишь о том, что он был жрецом Эрехфеевых богов, но этот сан был наследственным в роде к которому он принадлежал. Равным образом от предков он унаследовал почётное положение проксена спартанцев. В общем он вёл жизнь праздную и распутную и промотал состояние, так что умер в бедности. В дни богатства ради тщеславия он любил принимать у себя знаменитых софистов и тратил на них много денег, желая позаимствовать от них мудрость и прослыть учёным. Ксенофонт в «Греческой истории» говорит о нём, что он испытывал не меньше удовольствия хваля себя, чем когда его хвалили другие.
- Никерат — сын знаменитого полководца Никия, приятель Каллия, лет 24-х, также очень богатый человек, любитель Гомера, знавший его поэмы наизусть. В общественной жизни он никакой роли не играл. В числе близких к Сократу людей он также не был. Казнён в «правление тридцати тиранов» в 404 году до н. э.
- Автолик — любимец Каллия, сын Ликона. Мальчик в честь которого Каллий устроил пир по случаю его победы на гимнастическом состязании. По своему возрасту и скромности он не принимает участия в беседе. Он также был казнён в «правление тридцати тиранов» в 404 году до н. э.
- Ликон — отец Автолика, человек бедный, но знатный. Оратор-демагог, впоследствии с Мелетом и Анитом бывший обвинителем Сократа в его процессе.
- Антисфен — ученик и горячий приверженец Сократа, лет 26-ти, человек очень бедный, суровый, более склонный к порицанию, чем к восхвалению, остроумный, впоследствии ставший основателем кинической школы.
- Хармид — молодой человек, лет 26-27-ми, аристократ, родственник Крития, одного из «тридцати тиранов». Первоначально он был богат, но в описываемое время (422 год до н. э.) в результате опустошения Аттики спартанцами в начале Пелопоннесской войны потерял состояние. Он был близким человеком Сократу, который уговорил его принимать участие в государственных делах. В «правление тридцати тиранов» он был на их стороне и занимал важную должность одного из архонтов Пирея. Был убит в сражении с демократами в 403 году до н. э.
- Критобул — сын Критона, Сократова друга, и сам близкий к нему человек, богатый, но небрежно относившийся к своему состоянию. Гордился своей красотой.
- Гермоген — брат Каллия, но почему-то лишённый отцом наследства или обедневший. Он был также близок к Сократу. Ксенофонт с его слов рассказывает о том, что думал Сократ о защите и о конце жизни (см. Защита Сократа на суде), когда его призвали к суду.

## Структура и содержание
Произведение состоит из 9 глав.
В первых двух главах описывается обстановка, развлечения гостей, ведутся полушутливые разговоры. В частности в них приводятся слова Сократа о своей жене Ксантиппе, имя которой стало нарицательным для дурных и сварливых жён:

Тут Антисфен сказал: 

— Если таково твоё мнение, Сократ, то как же ты не воспитываешь Ксантиппу, а живёшь с женщиной, сварливее которой ни одной нет на свете, да, думаю, не было и не будет? 

— Потому что, — отвечал Сократ, — и люди, желающие стать хорошими наездниками, как я вижу, берут себе лошадей не самых смирных, а горячих: они думают, что если сумеют укрощать таких, то легко справятся со всеми. Вот и я, желая быть в общении с людьми, взял её себе в том убеждении, что если буду переносить её, то мне легко будет иметь дело со всеми людьми. 

Ксенофонт, «Пир» Глава 2

В начале третьей главы Сократ говорит, что для гостей полезнее проводить время в беседах, чем в развлечениях и предлагает каждому рассказать о том чем он более всего гордится. После этого он ведёт разговор с каждым из гостей и либо отвергает и высмеивает предмет их гордости, либо соглашается с ним.
В завершении беседы Сократ произносит монолог о превосходстве любви духовной перед любовью плотской.

### Никерат
Никерат гордится тем, что знает наизусть «Илиаду» и «Одиссею» Гомера.
На это Сократ ему оппонирует, что эти произведения знают наизусть любой из рапсодов — «самый глупый род людей». При этом он указывает, что одно дело знать произведение наизусть, а другое — проникнуть в его «сокровенный смысл», чего по мнению Сократа Никерату не удалось.

### Критобул
Критобул гордится своей красотой.
На это Сократ полушутливо замечает, что «его глаза прекраснее, так как они видят вкось, будучи навыкате», «его ноздри открыты не вниз, а вверх и соответственно воспринимает запах со всех сторон» и в то же время «его приплюснутый нос не служит препятствием глазам».

### Каллий
Каллий считает, что делает людей справедливыми.

В то время как вы спорите о том, что такое справедливость, я делаю людей справедливее. 

— Как же мой дорогой? — спросил Сократ. 

— Я даю деньги, клянусь Зевсом. 

Тут встал Антисфен и изобличающе спросил его: 

— Как по-твоему, Каллий, люди носят справедливость в душе или в кошельке? 

— В душе, — отвечал Каллий. 

— И ты, давая деньги в кошелёк, делаешь душу справедливее? 

— Конечно. 

— Как же? 

— Люди, зная, что у них есть на что купить всё необходимое для жизни, не хотят совершать преступлений и тем подвергать себя опасности. 

— Отдают ли они тебе, что получат? — спросил Антисфен. 

— Клянусь Зевсом, — отвечал Каллий, — конечно, нет. 

— Что же? Вместо денег платят благодарностью? 

— Клянусь Зевсом, — отвечал он, — даже и этого нет, напротив некоторые становятся даже неприязненнее, чем до получения. 

— Удивительно, сказал Антисфен, — ты можешь их делать справедливыми ко всем, а к себе самому не можешь.

### Хармид
Хармид, который потерял своё состояние вследствие Пелопоннесской войны, говорит, что гордится своей бедностью. При этом он сравнивает свою жизнь, когда был богатым и когда стал бедным. Если раньше ему приходилось бояться всех и отовсюду — грабежа, пожара, сикофантов, то сейчас ему ничего не грозит, он может распоряжаться своим временем как сам захочет и вообще чувствует себя намного лучше.

### Антисфен
Антисфен, будучи бедняком, гордится своим богатством. При этом богатством он называет то состояние, которое достаточно для человека, а бедностью, соответственно, то которое недостаточно. При этом он приводит в пример многих «богатейших» людей, у которых имеется «очень тяжёлая болезнь». С ними происходит что-то похожее на то, «как если бы человек много имел, много ел, но никогда не был бы сыт». В противоположность им Антисфен рад своему положению, так как у него есть всё, что ему необходимо.

### Гермоген
Гермоген гордится добродетелью и своими друзьями.

### Автолик и Ликон
Ликон гордится своим сыном Автоликом. На вопрос Автолику «не гордится ли он своей победой», тот отвечает, что более всего гордится своим отцом. При этом сам Ликон признаёт, что он «богаче всех на свете».

### Сократ
Сам Сократ гордится своим искусством обучать людей тому, чтобы они начинали нравиться другим, в шутку называя его «сводничеством». В завершение беседы Сократ произносит монолог о превосходстве любви духовной над любовью плотской.

## Ссылка
Пир Архивная копия от 2 декабря 2009 на Wayback Machine (перевод С. И. Соболевского)